# Carl Göler von Ravensburg
Freiherr Carl Franz Ernst Göler von Ravensburg genannt von Brüggen (* 17. März 1827 in Karlsruhe; † 5. November 1889 in Schatthausen) war ein deutscher Bauingenieur, Grundherr und Politiker.

## Ausbildung
Carl Göler von Ravensburg war Sohn des Grundherrn, Großherzoglich-Badischen Kammerherrn und Mitglieds der Ersten Badischen Kammer Carl Friedrich Freiherr Göler von Ravensburg. Er besuchte die Bürgerschule in Heidelberg und studierte von 1844 bis 1848 Ingenieurwesen an der Polytechnischen Schule in Karlsruhe. Dort wurde er 1844/45 Mitglied der Burschenschaft Teutonia.

## Beruflicher Werdegang
Im Juni 1849 legte er seine Staatsprüfung als Ingenieurpraktikant ab. Danach wirkte er beim Bau der Eisenbahnstrecke in der deutschsprachigen Schweiz mit. Im Anschluss folgten weitere Ausbildungen in Frankreich, in den Niederlanden und in Österreich.
Von 1856 bis 1862 war er als Bauingenieur in Österreich und Ungarn tätig. Gesundheitsbedingt kehrte er nach Deutschland zurück und betrieb Landwirtschaft. Nach dem Tod seines Vaters 1868 wurde er Grundherr auf Mauer (Baden), Schatthausen und Sulzfeld.

## Politik
Göler von Ravensburg war von 1865 bis 1878 Mitglied des Kreisausschusses des Kreises Heidelberg. Er war Mitglied von dessen Kreisversammlung: von 1865 bis 1871 als Abgeordneter der Gemeinden des Amtsbezirks Heidelberg und von 1871 bis 1878 als Kreisausschussmitglied bzw. zweimal als Mitglied des grundherrlichen Adels.
Er war Mitglied des Bezirksrates des Amtsbezirks Heidelberg zeitweise ab Ende der 1860er bis Ende der 1880er Jahre. Von 1881 bis 1888 war er Mitglied der Ersten Badischen Kammer als einer der acht Abgeordneten des grundherrlichen Adels.